# 14790 Beletskij
14790 Beletskij è un asteroide della fascia principale. Scoperto nel 1970, presenta un'orbita caratterizzata da un semiasse maggiore pari a 2,6939956 UA e da un'eccentricità di 0,3148905, inclinata di 6,27565° rispetto all'eclittica.